# Birtin, Hunedoara
Birtin este un sat în comuna Vața de Jos din județul Hunedoara, Transilvania, România.
Acte de hotărnicie,din prima jumătate a secolului al XV-lea,îl amintesc printre voievozii români pe Ștefan de Birtin. De la semnalările acelui veac,abia în anii 1760-1762, este menționat satul Birtin, cu patruzeci și două de familii și un lăcaș de cult, ce se identifica cu cel ce dăinuiește. Este așezat pe unul din dealurile molcome ale satului, multă vreme tovarăși unor stejari seculari,iar de doua decenii în aceia a bisericii de zid, câțiva pași spre răsărit. 
Actul de naștere i-a fost săpat de mână de cărturar iscusit în arta lemnului, în cadrul intrării de vest, spre naos. Din acest element s-a păstrat cu gând înțelept, numai fragmentul cu inscripția, din pragul de sus, ce consemnează. FACUTU-S-AU ACEASTA SFANTA BISERICA IN ZILELE LUI APAFI MIHAIU CRAIU DIN ARDEAL ANUL DOMNULUI 1690 MESETA APRILIE 20 ZILE,POPA LAZAR. Desigur meșterul făurar. Pe o bârna a peretelui sudic, la exterior, au mai fost lăsate câteva slove, dar numai data, 1692 mai 27, a mai putut fi descifrată.                                                               
Tipul de plan este străbun, cu altarul și pronaosul în prelungirea navei, poligonale cu trei laturi. Bârnele masive ale pereților, așezate direct pe pământ, fără tălpoaie, se îmbină în coadă de rândunică, cele de sus intersectându-se în console, ale căror crestături în unghi drept se strâng într-un lob. Pe înălțimea a doua bârne, din peretele de sud,este străpunsă o fereastră în formă de biforă.                                                  

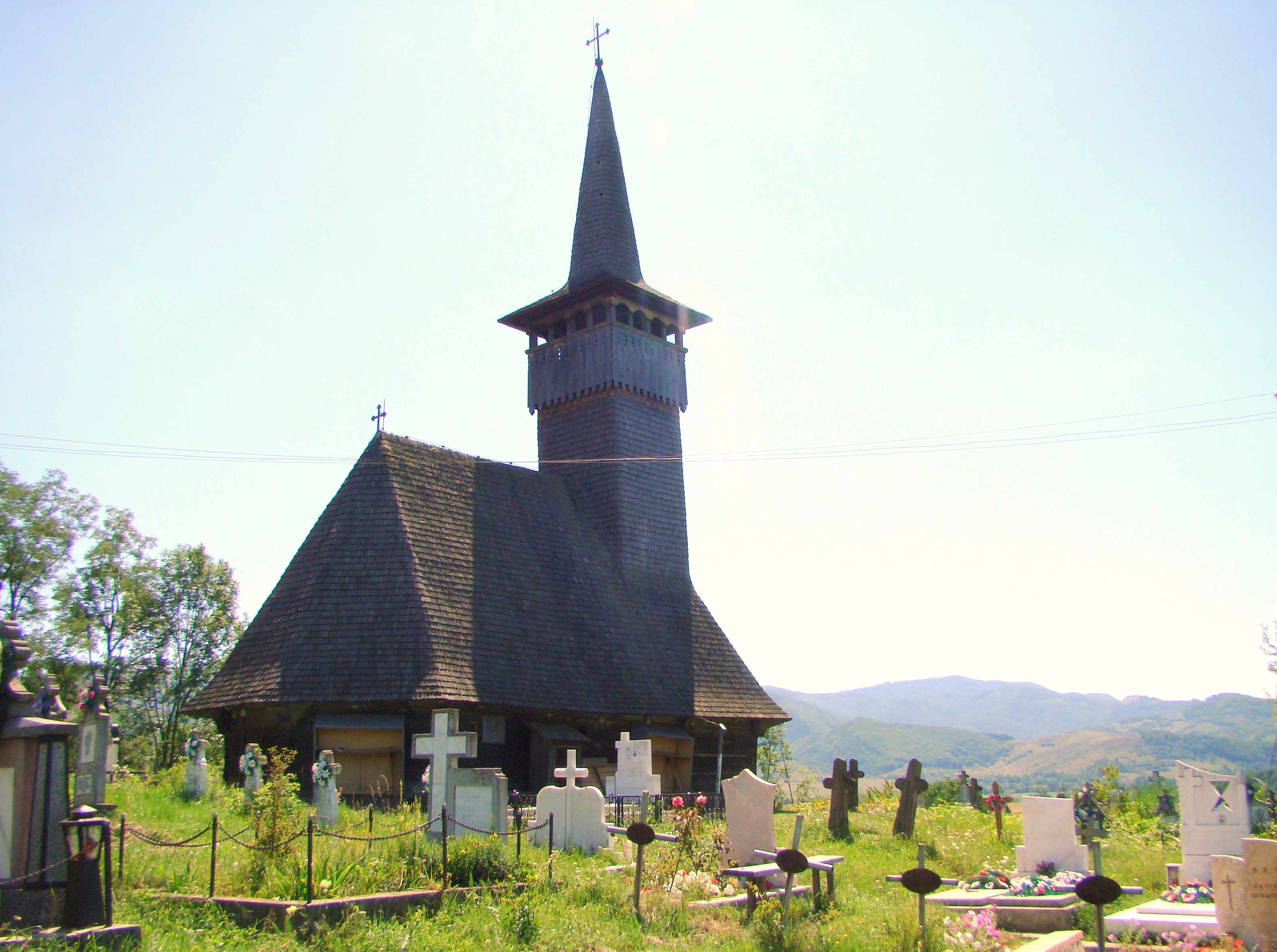
Biserica de lemn

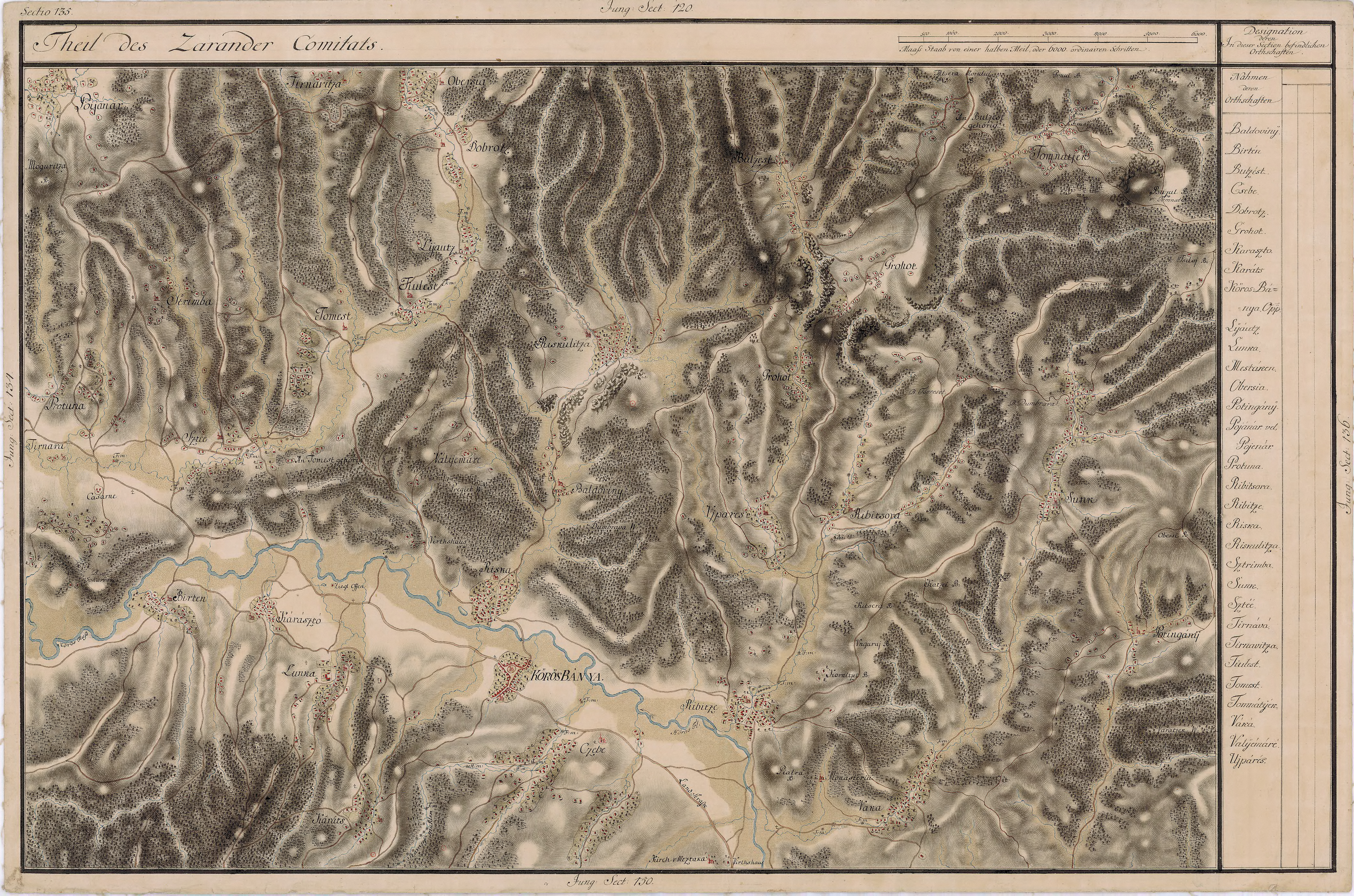
Birtin în Harta Iosefină a Transilvaniei, 1769-73

Acoperirea interiorului, tavan drept peste pronaos, bolta în leagăn peste naos, cu timpane est și vest pe suprafețe teșite, bolta tronconică și trei fâșii curbe peste altar, au rezultat în urma șantierului de refacere, când clopotnița, inițial detașată, a fost amplasată peste pronaos. Alcătuirea de acum a clopotniței este dintr-o faza mai nouă, ea copleșind, prin monumentalitate, acoperișul cu sită, pe conturul pereților, al lăcașului.                         
Când arta penelului și-a reluat evoluția firească în satele transilvănene, biserica din Birtin și-a primit respectiva podoabă. Din ceea ce a moștenit, până astăzi, pictura cea mai timpurie este aceea a ușilor împărătești, cu Buna Vestire și evangheliștii, despre a cărei magistrală împlinire aflăm din însemnarea din „Anii Domnului 1740, această sfântă zvera s-au făcut pentru sufletul lui Ivanut Marc și au umblat Ivanut Toader de s-au făcut acest lucru să-i fie pomană, și zugrav au fost Gligorie Moldovan”.
În 1772, Stan zugravul, fiul popii Radude de la Rășinari, realizează registrul împărătesc al tâmplei de la Birtin, inclusiv icoana de hram cu Buna Vestire, pe care, după obiceiul său, le semnează pe verso, amintind ca era locuitor în Orăștie, protopopul fiind Iosif de la Trestia.                      
În prima jumătate a secolului al XIX-lea, pereții bisericii primesc un nou vesmânt pictat, astăzi împuținat de vreme, dar capabil să dezvăluie însușirile artistice ale celor ce i-au dat viață. În naos, sub ampla reprezentare a celei de-a doua veniri a fost scris textul pisaniei cu acest conținut  In zilele prea inaltatului imparat Frantiscus I,episcop al Ardealului Vasile Moga,protopop Tobie Perian,parohul locului Iosif Morariu,s-au zugravit aceasta sfanta biserica cu toata cheltuiala cinstitului popor la anul Domnului 1829 prin M.Borsos si Simon Silaghi.
Din pictura pronaosului s-a conservat pe plafon Adam și Eva, Maria Egipteanca și părintele Zosima. Partea superioară a bolții naosului cuprinde cercurile cu reprezentările: Dumnezeu Tatăl; Isus Hristos, Sf. Duh(porumbelul). Chenare, pe motivul frunzei de stejar, împarte transversal și longitudinal restul bolții. În capete sunt zugrăviți evangheliștii, între aceste compoziții temele fiind repartizate pe două registre. Pe nord, Petru pe mare; Dumineca Samarinenceii; Pilda lui Ioan proorocul cu gaturile de balaur(scena din Apocalips). Pe sud: Alungarea duhurilor rele; Dumineca orbului; Dumineca mironosițelor. Registrul următor cuprinde scene din ciclul patimilor. Pe nord: Spălat-au mâinile și picioarele mele; Îi l-au răstignit între doi tălhari, unul de-a dreapta Tatălui și unul de-a stânga lui; Și l-au pus pe Isus în mormânt mare ce era săpat în piatră. Pe sud: Sărutarea cea vicleană; S-au spălat mâinile Pilat; Și l-au pus pe Simon Chirineu să ducă crucea. Pictura altarului, rămasă fragmentar, pare a reprezenta, pe boltă, sfânta Troiță, iar pe suprafața verticală: Isus Hristos Pâinea vieții și teoria arhiereilor.